# Grigorij Pavlovič Čuchnin
Grigorij Pavlovič Čuchnin, (in russo: Григорий Павлович Чухнин) (Nikolaev, 23 gennaio 1848 – Sebastopoli, 28 giugno 1906), è stato un ammiraglio russo, che fu comandante della Flotta del Mar Nero dal 2 aprile 1904 al 28 giugno 1906. Nel 1904, corso della guerra russo-giapponese fu preso il considerazione per assumere il comando della Seconda squadra del Pacifico, prima che il comando venisse infine affidato all'ammiraglio Zinovij Petrovič Rožestvenskij. Lo stesso Rožestvenskij in seguito richiese la sua sostituzione con Čuchnin durante il viaggio nell'Oceano Pacifico, ma gli fu negato. Fu protagonista della dura repressione contro gli ammutinati della Flotta del Mar Nero durante la rivoluzione russa del 1905.

## Biografia
Nacque a Nikolaev il 23 gennaio 1848, all'interno della famiglia di un colonnello di artiglieria navale, un povero nobile della provincia di Kherson partecipante alla guerra di Crimea del 1853-1856. La famiglia Čuchnin aveva 12 figli, Grigorij era il più giovane. All'età di cinque anni rimase orfano di madre, e nel 1855 studiò presso il Corpo dei cadetti di Alessandro per giovani nobili a Carskoe Selo. Nell'agosto 1858 fu trasferito alla Scuola del Corpo dei cadetti della Marina imperiale e si iscrisse ad una classe preparatoria. L'infanzia e la sua giovinezza di ebbero un certo ruolo nello sviluppo del carattere del futuro ammiraglio, conosciuto in tutta la Russia come un capo severo, inflessibile ed esigente. Essendo cresciuto nella morsa ferrea della disciplina ed essendo un duro esecutore della volontà dello Stato, lo pretendeva dagli altri, indipendentemente dalle circostanze.  Il 4 aprile 1865 fu promosso guardiamarina.
Dopo una periodo di navigazione di due anni sulla fregata Svetlana, il 18 dicembre 1867 fu promosso guardiamarina di prima classe, con anzianità di grado dal 4 agosto, venendo assegnato al monitore Latnik. Il 1 gennaio 1871 fu promosso tenente. Dal 1869 al 1876 prestò servizio sulla fregata corazzata Kniaz Pozarskij e sulla corvetta Varyag. Disegnava bene, conosceva la lingua inglese ed era molto appassionato di giardinaggio. L'8 ottobre 1877 fu nominato assistente comandante di una compagnia di fucilieri di marina assegnata a un battaglione d'addestramento di fanteria.
Ufficiale superiore dell'incrociatore Asia (1878-1879), acquistato negli Stati Uniti d'America, con esso navigò nell'Oceano Atlantico e nel Pacifico della corvetta Askold (1879-1882), del clipper Gaydamak (dal 10 aprile 1882), dell'incrociatore corazzato General Admiral (1882-1886). Su quest'ultima unità fece un lavoro eccellente, portandola ai massi standard operativi. Nominato comandante della cannoniera Mandzhur (1886-1890) in costruzione a Copenaghen, nel 1887 la portò a Kronštadt. Brillantemente equipaggiata, in piena prontezza di combattimento e perfettamente collaudata nel Mar Baltico, la cannoniera Mandzhur nel settembre 1888 partì per una campagna in Estremo Oriente. Nel 1888-1890 la nave partecipò alla campagna nei mari dell'Oceano Pacifico dove il suo comandante severo ed esigente, insegnò agli ufficiali della nave a navigare senza piloti attraverso le coste cinesi, coreane e giapponesi e rifiutò di avere un pilota locale durante gli scali. Il 1° gennaio 1890 fu promosso al grado di capitano di 1ª classe. Il 30 aprile 1890 la campagna terminò e il  Mandzhur arrivò a Vladivostok. Durante questo periodo fu raccolto molto materiale sull'ispezione delle isole del golfo del Siam, delle baie e dei porti della costa cinese da Fu-chau a Shanghai.
Assunse il comando della corazzata di difesa costiera Ne Tron Menia (1892), e poi passò a quello dell'incrociatore corazzato Pamiat' Azova (5 maggio 1892-1896).  Gli fu ordinato di portare l'incrociatore dall'Estremo Oriente al Mar Baltico per eseguire delle riparazioni e presentare la nave alla rassegna della flotta a Kronštadt. Arrivò alla base navale di Kronštadt il 16 ottobre 1892 e presentò la nave alla rivista nella forma più brillante. Nel gennaio 1896 fu promosso contrammiraglio. Ufficiale di bandiera della squadra navale del Pacifico (1896, 1 aprile 1901-17 maggio 1902), comandante del porto di Vladivostok (20 ottobre 1896-1 aprile 1901).
Il 17 maggio 1902 fu nominata ufficiale di bandiera della flotta del Baltico. Dal 1° luglio 1902 al 1904 fu comandante dell'Accademia navale di San Pietroburgo e direttore del Corpo dei cadetti navali. Il 6 aprile 1903 fu promosso viceammiraglio. In questa posizione preparò la riforma dell'istruzione navale, sottopose all'esame del Ministero della Marina progetti di regolamenti, statuti e personale del Corpo dei cadetti della Marina, nuovi programmi di studio, riuscendo a portare la disciplina e l'organizzazione del processo educativo a un livello adeguato. Lo stesso zar Nicola II notò i cambiamenti sotto la sua guida di quando arrivò in visita al Corpo dei cadetti della Marina con l'imperatrice Aleksandra Fëdorovn, accompagnata dal granduca Aleksej Aleksandrovič Romanov. Nicola II promosse l'intera classe del 1904 a guardiamarina, poiché la guerra con il Giappone richiedeva un urgente rifornimento di ufficiali.
Il 2 aprile 1904 fu nominato comandante in capo della flotta del Mar Nero e dei porti del Mar Nero, in sostituzione di Nikolaj Skrydlov, arrivando a Sebastopoli il 19 maggio. Nel 1904, quando era direttore dell'Accademia navale N.G. Kuznetsov fu preso in considerazione per il comando della Seconda squadra del Pacifico, prima che il comando venisse infine affidato all'ammiraglio Zinovij Petrovič Rožestvenskij. Lo stesso Rožestvenskij in seguito richiese la sua sostituzione con Čuchnin durante il viaggio nell'Oceano Pacifico, ma gli fu negato. La flotta del Mar Nero non partecipò direttamente alla guerra in corso a est, ma fornì costantemente il suo personale alle navi della Flotta del Baltico in partenza per l'Estremo Oriente. Il meglio degli equipaggi e degli equipaggiamenti delle navi fu sostituito con pezzi di ricambio e reclute, il che ridusse drasticamente il livello di prontezza al combattimento della flotta del Mar Nero e contribuì alla rapida diffusione di idee rivoluzionarie. Prendendo il mare con la Squadra d'evoluzione per tre settimane di navigazione si convinse della scarsa preparazione di tutto il personale.
Il 3 novembre 1904 i disordini scoppiarono a Sebastopoli. Il giorno prima, le autorità civili avevano avvertito il comandante in capo di possibili disordini tra i lavoratori portuali, ed egli aveva vietato il 3 novembre tutti i trasferimenti in città dalle caserme degli equipaggi della flotta. Tuttavia, questo ordine non fu ricevuto in tempo da tutti gli equipaggi, a seguito della quale si è verificò un'aperta disobbedienza di massa. Quando intervenne una guardia armata per ristabilire l'ordine, contro di essa vennero lanciate delle pietre. La reazione dell'ammiraglio fu immediata: la sera del 4 novembre diverse centinaia di persone furono arrestate e 35 di loro furono portate davanti a un tribunale militare. Conscio di ciò che stava avvenendo mandò un telegramma a San Pietroburgo avvertendo: Dall'inchiesta preliminare risulta che i disordini nella caserma sono di natura grave. Sono stati fatti dei preparativi. Vi hanno partecipato diverse migliaia di persone. Possiamo temere, su istigazione del partito rivoluzionario, una ripetizione in forma peggiore.
Nel gennaio 1905, cinque marinai furono condannati ai lavori forzati, 23 furono condannati alla reclusione in compagnie carcerarie e in un battaglione disciplinare, e 7 furono assolti. Il 1905 iniziò con una domenica di sangue a San Pietroburgo, scioperi di massa e scioperi nei principali centri industriali e la sconfitta dell'esercito russo.

### Rivoluzione russa del 1905-1907 nella Marina
L'ammutinamento sulla nave da battaglia Knjaz' Potëmkin-Tavričeskij (14-24 giugno 1905) lo colse a San Pietroburgo, dove si era recato per discutere un nuovo programma di costruzioni navali. Ritornato con urgenza a Sebastopoli, prese tutte le misure per ritrovare e catturare la nave ribelle, rimuovendo il viceammiraglio Krieger che aveva mancato di catturare la Potëmkin vicino a Odessa. Sotto il suo comando portò nuovamente le navi in mare per cercare con decisione i ribelli, ma a questo punto la Potëmkin era già stata internata a Costanza, in Romania. Non provando alcuna simpatia per gli equipaggi che avevano alzato la bandiera rossa prese rapide e decisive azioni per reprimere le rivolte dei marinai: Čuchnin aveva trattato crudelmente i marinai della corazzata rossa [la Potëmkin]: quattro furono fucilati, due impiccati, diverse decine furono mandate ai lavori forzati [...] ma non riuscì a instillare il terrore in nessuno, e riuscì solo a intensificare i sentimenti di ribellione all'interno della marina. L'11 novembre 1905 a Sebastopoli ci fu una rivolta armata dei lavoratori e dei marinai della Divisione della Flotta del Mar Nero, che si opposero alle autorità con le armi in pugno. L'incrociatore protetto Ochakov e diverse piccole navi della flotta parteciparono alla rivolta. Con l'incrociatore ribelle l'ammiraglio si comportò in modo rapido, deciso e crudele, cercando di impedire il dispiegarsi del fermento rivoluzionario in tutta la flotta.
È noto che il 15 novembre 1905 lo scrittore Aleksandr Ivanovič Kuprin fu testimone della brutale repressione della rivolta di Sebastopoli sull'incrociatore Ochakov e salvò persino dieci marinai dal processo. Descrisse i dettagli di ciò che vide nel saggio Eventi a Sebastopoli. Quando il saggio, pubblicato il 1º dicembre sul quotidiano di San Pietroburgo La nostra vita, fu letto a Sebastopoli, l'ammiraglio ordinò allo scrittore di lasciare il governatorato di Sebastopoli entro tre giorni. Kuprin in questo saggio parlava di lui come di un ammiraglio, che una volta entrò nei porti stranieri con marinai impiccati che penzolavano dai pennoni, ma in relazione a quando sia stata data tale descrizione, non è stato ancora possibile trovarla.
Il 27 gennaio 1906, una membro dell'organizzazione militare del Partito socialista rivoluzionario, Ekaterina Adolfovna Izmailovič,  si presentò a un ricevimento nel palazzo di Chukhnin sotto le spoglie di una postulante e gli sparò quattro volte con una rivoltella Browning. Ferito alla spalla e allo stomaco l'ammiraglio sopravvisse. Il suo aiutante Dubinin portò la Izmailovič nel cortile delle guardie, la legò a un palo e le sparò con un fucile. 
Il 19 febbraio 1906 arrivò da San Pietroburgo l'ordine imperiale di trattare i ribelli secondo la legge. Il 3 marzo 1906 egli approvò la condanna a morte di Pëtr Petrovič Šmidt, del comandante S. P. Chastnik, e dei marinai A. I. Gladkov e N. G. Antonenko che furono fucilati sull'isola di Berezan. 
Il fallito attentato alla sua vita lo costrinse a circondarsi di una sicurezza speciale, anche se non richiese mai alcun tipo di trasferimento ad altro incarico. Il 14 maggio, durante una funzione in chiesa presso la Cattedrale di San Vladimir, il marinaio Ivan Frolov tentò di lanciare una bomba contro il tenente generale A. Nepluev, questa esplose tra le sue mani, uccidendo 6 persone e ferendo 37 civili. Lo studente delle scuole superiori Nikolaj Makarov, la cui bomba non era esplosa, fu arrestato. Tuttavia, il 28 giugno 1906, allontanatosi dalla sua scorta fu ferito a morte nel giardino della sua dacia "Olanda" da un uomo armato sconosciuto, che gli sparò due colpi di pistola colpendolo alla guancia e al petto, anche se egli riuscì a rispondere all'aggressione con un colpo di rivoltella. 
Verso le undici la nave Bayan portò l'ammiraglio gravemente ferito all'Ospedale Navale, dove fu accolto dal medico Yablonsky.  Alle 12:20 della notte tra il 28 e il 29 giugno, fu dichiarato morto.
L'omicidio fu organizzato dal leader dell'organizzazione di combattimento clandestina del Partito socialista rivoluzionario, Boris Savinkov; Y. S. Akimov, ex marinaio della flotta del Mar Nero, si assunse la responsabilità di questo crimine nelle sue memorie, "Come ho ucciso il comandante della flotta del Mar Nero, l'ammiraglio Chukhnin", pubblicato sulla rivista "Katorga e Link", n. 5 (18) nel 1925. 
Il corpo dell'ammiraglio, su ordine personale dello zar Nicola II, fu sepolto nella seconda fila della cripta della chiesa inferiore della Cattedrale di San Vladimir a Sebastopoli.

### Annotazioni
1. ↑  Aveva 23 anni, era una nobildonna figlia di un generale russo, sorella minore di un'altra famosa rivoluzionaria Alexandra Izmailovič.

### Fonti
1. 1 2 3 4 5 6 7 8 9 10 11 12 13 14 15 16 17 18 19 20 21 22 23 24 25 26 27 28 29 30 31 32 33 34 35 36 37 38 39 40  Sevastopol.
2. 1 2 3  Dvvedomosti.
3. 1 2 3 4 5 6 7 8 9 10 11 12 13 14 15 16 17 18 19 20 21 22 23 24 25 26 27 28 29 30 31 32 33 34 35 36 37 38 39 40 41 42 43 44 45 46 47 48 49 50 51 52 53 54 55 56 57 58 59 60 61 62  Simvolika.
4. ↑  Melvin 2017, p. 322.
5. ↑  Pleshakov 2002, p. 37.
6. ↑  Pleshakov 2002, p. 187.
7. 1 2  Melvin 2017, pp. 328-330.
8. ↑  Melvin 2017, p. 335.